# 原子分子与光物理学
原子分子与光物理學是研究物质之间，或光与物质的相互作用，
其研究尺度約一至數個原子，能量尺度約幾個電子伏特。
这三个物理学的领域研究通常是紧密关联的。
原子分子与光物理學使用经典物理学、半经典物理学、与量子物理学的研究方法。
通常情況下，此理論的應用包含原子发射或吸收光子、激发态原子和分子的电磁辐射和散射，光谱分析，激光和激微波的产生，以及对物质光学性质的研究。

## 歷史

玻爾模型中的氫原子

18世紀，道耳吞提出原子理論，認為一切物質由不可分割的原子組成，也就是由化學元素組成。當時他們雖然不知道原子是什麼，但可依據它們的性質分門別類，19世紀中晚期，由約翰·紐蘭茲和門得列夫根據他們的性質，製成元素周期表。
19世紀時，許多科學家如菲涅耳、夫朗和斐等，試圖解釋光譜線的現象，使得光物理學和原子物理結合在一起。
到了19世紀末，許多物理學家提出解釋黑體輻射與原子光譜的理論，其中最有名的是波耳解釋氫原子光譜的玻耳模型。
但是玻耳模型的適用範圍較窄，無法解釋如光電效應、康普頓效應和太陽光譜線的缺陷等，最終產生全新的物理理論：量子力學。

### 物质的经典谐振子模型
早期许多尝试解释折射率的模型都认为原子系统中的电子可以用保罗·德鲁德和亨德里克·洛伦兹的经典理论来解释。
他们提出的理论尝试给出物质的折射率依赖于光波长的解释。
在这个模型中，入射的电磁波使得束缚与原子的电子谐振，该振幅取决于入射光的频率和谐振子的本征频率。
来自于很多谐振子的出射光波的线性叠加将使得光波速度变慢。
:4–8

### 早期的物质与光的量子模型
1900年，马克斯·普朗克提出了一个公式描述空腔中达到热平衡状态下电磁场的性质的公式。:8–9
他的模型考虑了多个驻波的线性叠加。在一维状态下，假设空腔长度为{\displaystyle L}，那么只有波数为
{\displaystyle k={\frac {n\pi }{L}}}，
且{\displaystyle n}是正整数，的正弦波可以存在于空腔中。
这个方程所描述的驻波可以表示为
{\displaystyle E(x)=E_{0}\sin \left({\frac {n\pi }{L}}x\right)\,\!}，
其中E0是电场的振幅。
以此作为基础，就可以推导出普朗克黑体辐射定律。:4–8,51–52
1911年，欧内斯特·卢瑟福基于α粒子散射实验的结果总结得到，原子有一个中心的点状的质子。
根据库仑定律，电子在小尺度下会被质子强烈吸引，于是他认为电子在绕着质子做圆周运动。
1913年，尼尔斯·玻尔结合了卢瑟福模型和普朗克的量化概念提出了玻尔模型。
电子只有在特定的轨道下在可以稳定存在，并且不向外发光。
当电子在轨道之间跃迁时，电子可以发射或吸收光，光的波长取决于不同轨道之间的能量差。
他的能级理论预测的结果与当时的实验结果吻合的很好。:9–10
这些基于驻波的分立能级的结果，与连续的经典谐振子模型不一致。:8
阿尔伯特·爱因斯坦在1905年的光电效应解释中，提出了频率为{\displaystyle \nu }的光波对应于能量为{\displaystyle h\nu }的光子。
1917年爱因斯坦提出了三个原子过程：受激辐射，自发辐射，和吸收光子来扩充玻尔模型。:11

## 原子和分子物理學
原子物理学是原子分子与光物理学的一个领域，通常研究原子核和电子组成的孤立系统。与此相对应的分子物理学通常研究分子的物理性质，例如多个原子散射构成分子的过程。
原子物理通常被认为与核动力或核武器有关，这是对两个近义词“原子的”(atomic)和“原子核的”(nuclear)的概念混淆所致。
然而，对物理学家而言，在原子物理的研究中——将原子作为一个整体系统包括原子核与其核外电子；而在核物理的研究中——通常只考虑原子核及核子的演变。
原子和分子物理学的重要实验方法通常包括不同形式的光谱学。
分子物理通常与理论化学，物理化学，和化学物理的研究方向有交叠。

这两个领域主要关注的内容是电子结构和电子结构改变的动态过程。
一般来讲人们通常使用量子力学来研究这些过程。在分子物理学的领域，这些方法也通常被称为量子化学。
分子物理学中一个很重要的方法是，将原子物理学中原子轨道理论延伸为分子轨道理论。

分子物理学通常关注分子中的原子过程，同时也关注不同分子结构带来的影响。
除了原子中存在电子的激发态，分子也存在不同的转动或振动激发态。
这些转动或振动过程也是量子化的，它们存在分立的能级。
不同的转动量子态中存在的最小的能量差所对应的谱线通常在远红外区域(大约30-150微米波长)，这也是纯的分子转动谱线的特征，而振动谱线通常处于近红外区域（约1-5微米）。
这种光谱特性导致电子跃迁对应的光子能量通常在可见光和紫外区域。
通过测量分子的转动和振动光谱的特性，我们可以计算出分子中原子核之间的距离。

与许多其他科学领域类似，并没有必要严格的区分这两个领域。通常人们使用“原子物理学”来指代广义的原子分子与光物理学。原子分子与光物理学也被认为是物理学众多研究领域下的一个大分类。

## 光物理學
光物理学通常研究电磁辐射的产生，电磁辐射的性质，以及电磁辐射与物质的相互作用，尤其是对物质的操控。

光物理学不同于光学，和光学工程，因为它们研究的侧重点不同；然而它们之间的区别也不是很大，因为光物理学基础研究中所使用的实验仪器也常被用于应用光学和光学工程。
也有一些人同时从事与光学的基础研究和应用技术的开发。

光物理学的研究者使用或者开发新的光源，使得他们的光源可以发出电磁波谱上从微波到X射线的光。
这个领域通常包括产生和探测光，线性和非线性光学，和光谱学。对激光的研究和激光光谱学的也是光学物理的一个重要方向。
光物理学中主要的研究方向为量子光学和相干性，以及高频激光如飞秒激光。
光物理学的研究对于其他研究领域也提供了很好的理论和实验支持，如孤立原子对于超短的强电磁场的非线性响应，原子和共振腔在强场下的相互作用，以及电磁场的量子性质。

光物理学的其他重要研究方向包括：研发新型纳米尺度的光学观测技术，衍射光学，低相干性干涉学，光学相干断层扫描，以及近场显微镜。
光物理学的研究的重点在于超快、超短的光学及相关技术。
光物理学的应用使得通讯，医学，制造业，和娱乐业等行业产生了进步。

## 现代方法
现代量子力学的产生是基于两套理论体系的提出：维尔纳·海森堡的矩阵力学和埃尔温·薛定谔的波动力学。
:12
在原子分子与光物理学中存在这多种的半经典方法。具体使用量子力学还是经典物理的方法取决于具体的问题。
原子分子与光物理学中，因为近些年计算成本和计算复杂度的大幅下降，半经典的处理方法被广泛用于计算物理中。
当物质处于激光的作用下，通常人们结合使用经典的电磁场模型和完全量子化的原子或分子模型。:14
因为使用了经典的电磁场模型，所以它不能处理自发辐射问题。:16
半经典方法适用于多种系统:997，尤其是处于高强度激光下系统。:724
光物理学和量子光学的区别在于前者使用半经典方法，而后者通常使用完全的量子力学方法。
当使用半经典方法研究碰撞的动力学过程时，原子或分子内部的自由度通常被考虑为量子化。
同时量子系统的相对移动被视为经典过程。:556 
当考虑中速或高速碰撞时，可以使用经典方法处理原子核，并用完全量子力学的方法处理电子；
然而该近似在低速碰撞下失效。
另一种半经典的研究电子动力学的方法是蒙特卡罗方法。
通常可以用完全的量子力学方法计算出电子的初始分布，然后用完全的经典力学处理之后的电子运动过程。:871

## 孤立原子和分子
原子分子与光物理学通常认为原子或分子处于孤立状态。
原子模型只包括一个原子核，及其周围环绕的一个或多个束缚态电子，而最简单的分子模型通常被认为是氢分子和氢分子离子。
通常被研究的过程包括：电离，多光子过程，以及光子或原子碰撞导致的激发。
当我们考虑的孤立原子或分子处于气态或等离子态时，如果分子-分子相互作用的时间尺度远大于原子-分子过程，那么孤立原子或分子就是一个很好的近似模型。
我们可以认为单个的分子在我们研究的时间尺度下处于孤立状态。
根据这个假设，原子分子物理学也可以作为等离子体物理学和大气物理学的基础理论，即使它们研究的是大量的分子。

## 电子分布
核外电子形成概念上的壳层结构，然而实际上它们处于概率上的电子云分布。
一个原子的最低能级称为基态，它可以通过吸收光子，受到磁场作用，或其他粒子的碰撞来变成激发态。
当电子处于壳层内时通常被称为束缚态。将该束缚态电子移出其壳层及原子核的吸引至无穷远所需要的能量被称为结合能。
如果电子吸收的能量超过结合能，根据能量守恒定律，过剩的能量转化为电子的动能。
该过程通常被称为电离过程。
如果电子吸收的能量小于结合能，它将跃迁到一个激发态或一个虚拟态。
经过足够长时间之后，一个激发态的电子通过自发辐射可以跃迁到一个低能级态，在此过程中系统将释放一个光子。
根据能量守恒定律，该光子的能量等于两个原子能级的能量差。
然而，如果原子内层(inner shell)存在一个空穴，并且激发态的电子可以跃迁并填补该空穴，该跃迁的能量差可以转移至另外一个束缚态电子，并使其电离。
这就是俄歇效应，在该跃迁过程中并不会产生光子。
该效应使得一个高能入射电子或光子（如X-射线)可以先电离一个内层电子产生空穴，然后使高能级电子向下跃迁，并通过俄歇效应使得另一个束缚态电子电离。
也就使得一个入射粒子电离两个电子称为了可能。
由吸收光子导致的电子跃迁存在着严格的选择定则，然而由电子散射导致的跃迁通常并没有这种要求。